# Kyrie Eleison
Kyrie Eleison («Gospodine, smiluj se!») je drevni izraz na grčkom jeziku, neprekidno korišten u svim kršćanskim liturgijama.  Flavio Arriano ga spominje u 2. stoljeću:  «Zazivajući Boga kažemo Kyrie Eleison» (Diatribae Epicteri, II, 7).
Kyrie je vokativ grčke imenice κύριος (kyrios: «gospodin») i znači «O Gospodine!». Eleison, (ἐλέησον Eleison «suosjećaj»), je imperativ glagola ἐλεέω (suosjećati).
Naziv je i hrvatske božićne skladbe. Pjesma je jednostavan primjer tropa u crkvenoj glazbi, gdje se tri zaziva - Gospodine smiluj se/Kriste smiluj se/Gospodine smiluj se - zamjenjuju s proširenim pjesničkim/narodnim tekstom koje izražava činjenicu Isusova rođenja (Isus se rodi u štalici), njegova trpljenja (On za nas trpi čim se rodi) i skrovitosti rođenja toga Kralja kojemu se samo odabrani dolaze pokloniti (U jasle mora da se skriva). Zanimljivo je da je naslov i dio teksta pjesme na grčkom jeziku (Κυριε ελεισον=Gospodine smiluj se).

## Poveznice
- Božićne skladbe